# Бенинг, Симон

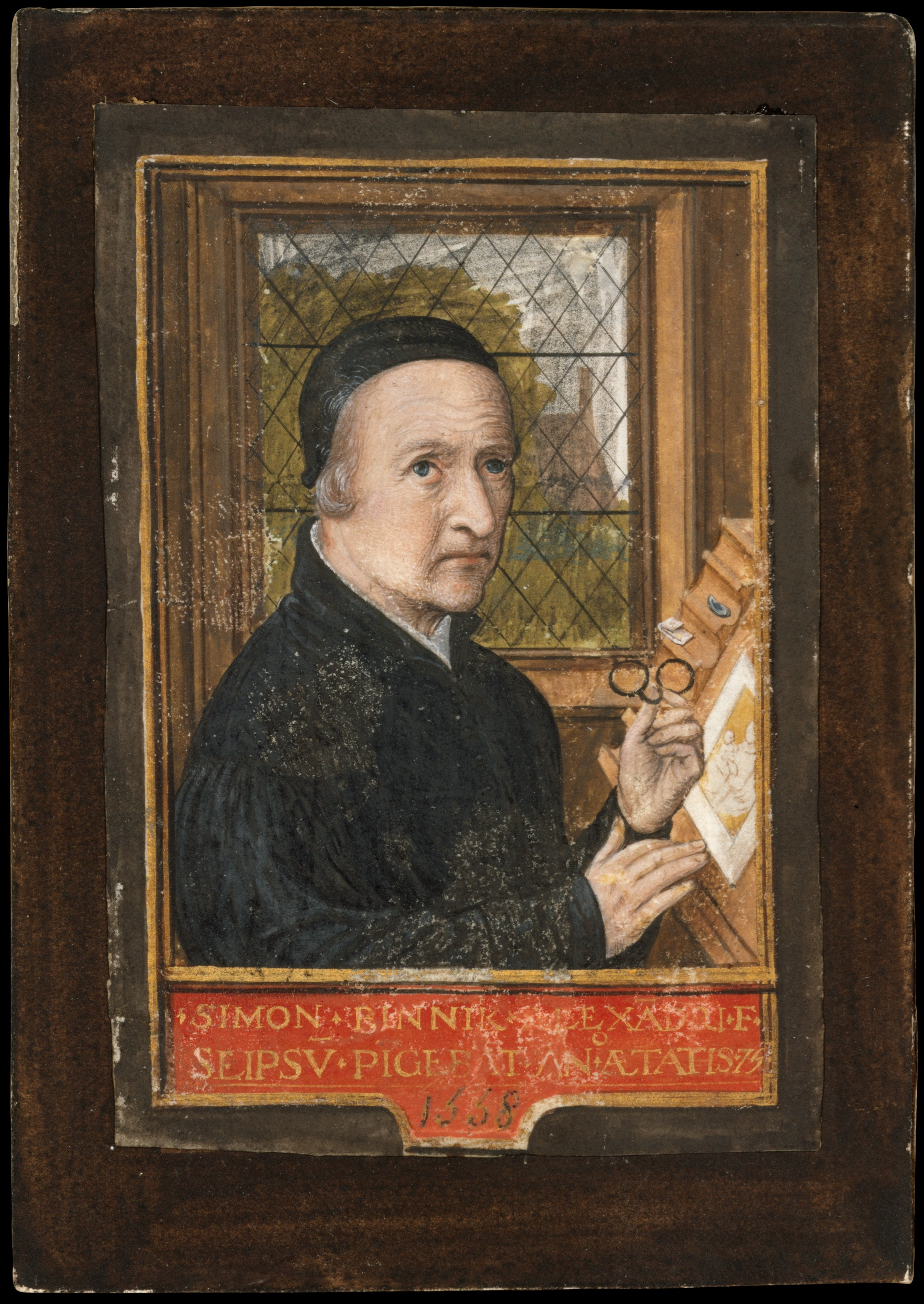
Симон Бенинг. Автопортрет

Си́мон Бе́нинг (нидерл. Simon Bening, также нидерл. Simon Bennik; 1483, Южные Нидерланды — 1561, Брюгге) — фламандский художник, миниатюрист и иллюстратор эпохи Возрождения. Один из крупнейших живописцев Нидерландов своего времени.

## Жизнь и творчество
Родился — согласно различным данным, в Генте, Брюгге или Антверпене, в семье художника-миниатюриста Александра Бенинга (1444—1519). Изучал искусство живописи и художественной миниатюры в мастерской своего отца. В 1500 году начинает работать самостоятельно и в 1508 году был принят в гильдию художников-иллюстраторов в Брюгге. Теи не менее до 1519 года работает у своего отца, в его мастерской. Посл его смерти дело Александра Бенинга переходит к Симону. Ещё при жизни отца Симон знакомится с творчеством и художественными приёмами других известных иллюстраторов и миниатюристов, в первую очередь с Герардом Хоренботом. Впоследствии они оба работами совместно над иллюстрированием рукописей и манускриптов. С 1525 года Симон Бенинг становится известнейшим иллюстратором литературы в Европе. В 1530 году португальский дипломат и гуманист Дамиан де Гоиш охарактеризовал Симона Бенинга как «лучшего мастера книжной иллюстрации во всей Европе». К его наиболее известным работам следует отнести:
- «Цветочный часослов» («Blumen-Stundenbuch», Мюнхен, Баварская государственная библиотека)
- Молитвенник кардинала Альбрехта Бранденбургского (Лос-Анджелес, музей Пола Гетти, J. Paul Getty Museum)
- «Часослов да Коста» (Нью-Йорк, библиотека и музей Пирпонта Моргана, Morgan Library & Museum)
- Генеалогические таблицы королевских домов Испании и Португалии совместно с Антониу де Оландой (Лондон, Британская библиотека, British Library)
- «Часослов Хеннесси» (Брюссель, Королевская библиотека Бельгии)
- Статуты ордена Золотого Руна (Мадрид, институт дона Хуана де Валенсия, Instituto de Don Juan de Valencia).

Сохранились два автопортрета художника. Один из них хранится в нью-йоркском Метрополитен-музее, другой в лондонском музее Виктории и Альберта.

## Семья
Дочь Симона Беннига, Левина Теерлинк, также была известной фламандской художницей.

## Галерея

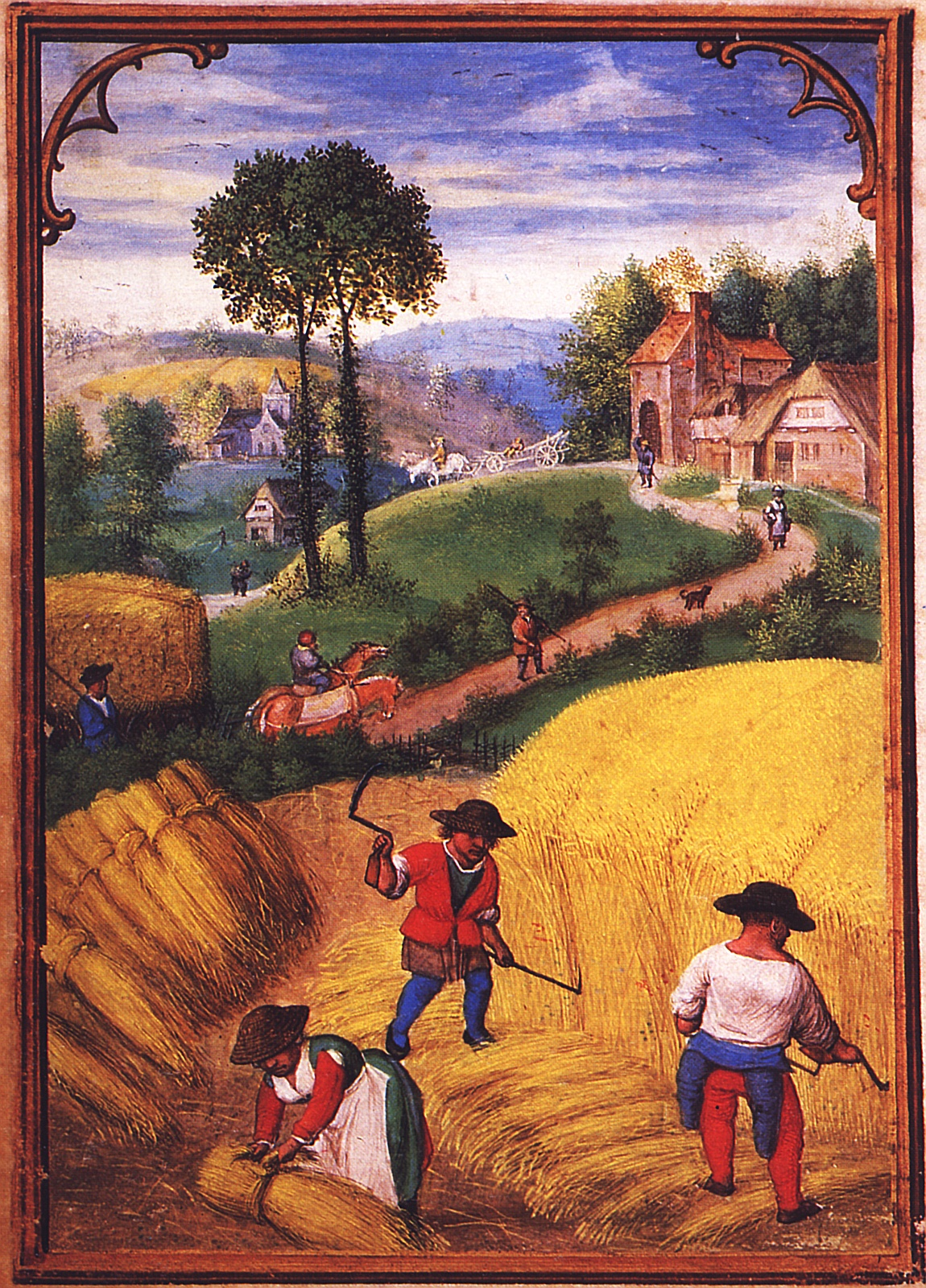
«Август», миниатюра
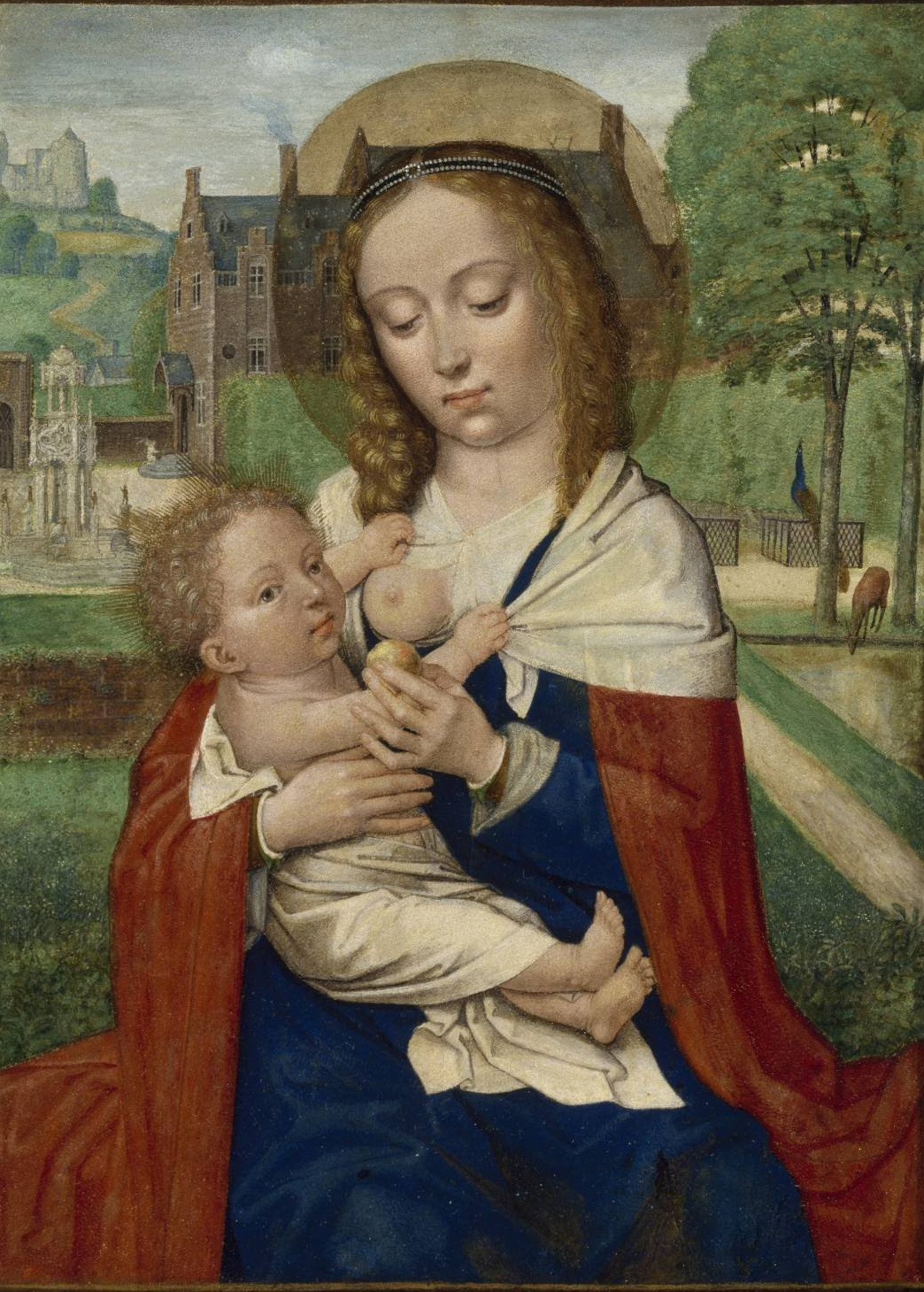
«Мадонна с младенцем»
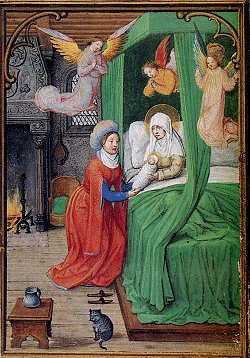
«Рождество Богородицы»
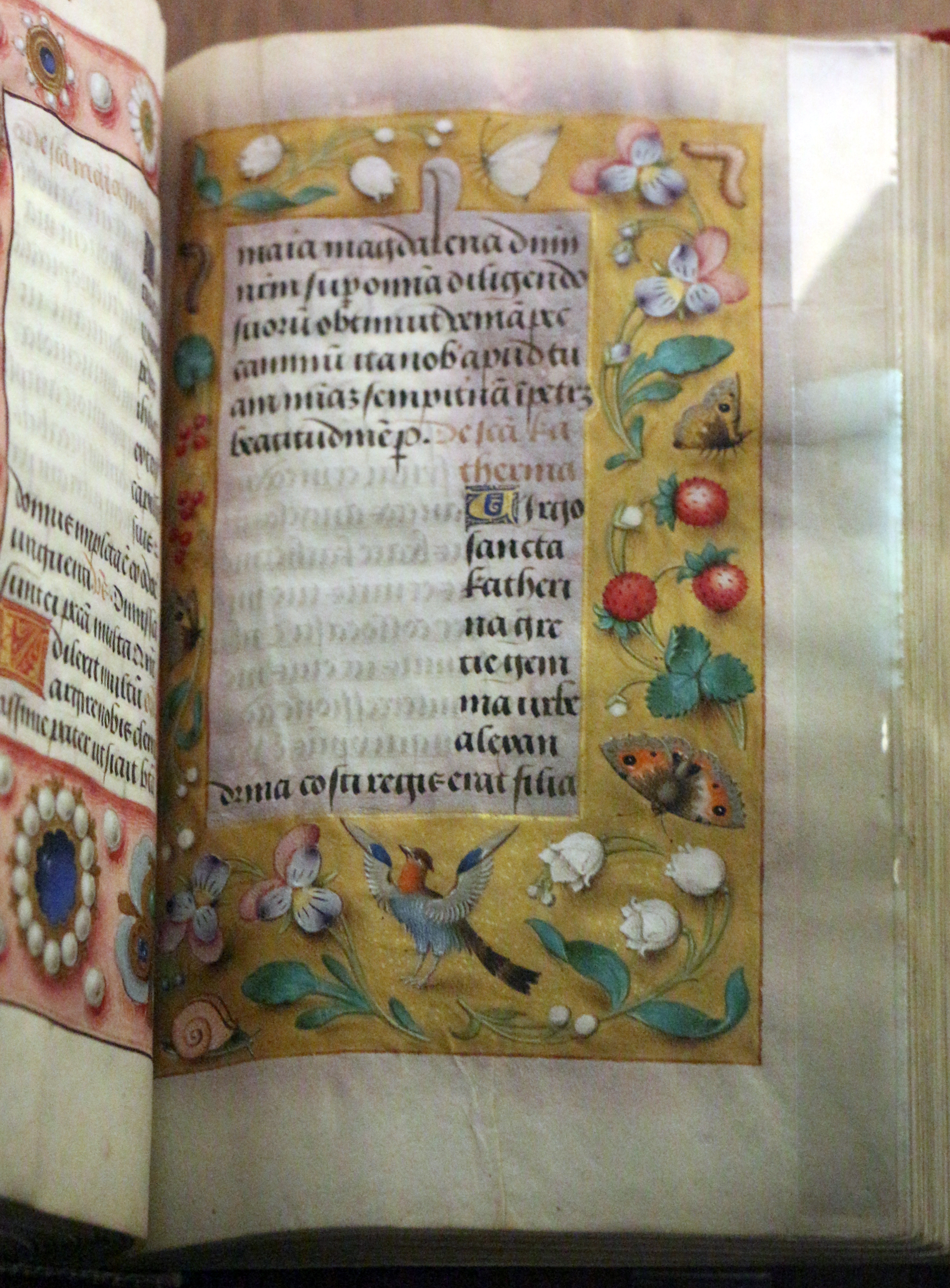
«Золотая книга» (1500—1510)
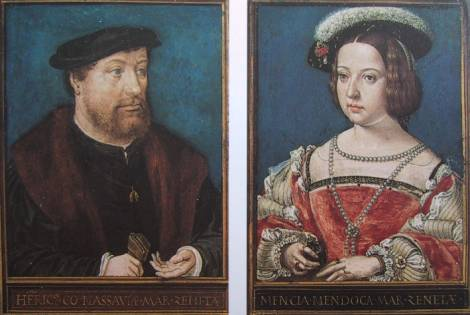
Портреты курфюрста Генриха III Нассауского и его третьей супруги Менсии де Мендоса
Герб короля Филиппа I Кастильского (между 1515 и 1525)